# Sandy Gbandi
Sandy Gbandi (* 12. Juli 1983 in Harbel, Margibi County, Liberia) ist ein liberianisch-US-amerikanischer Fußballspieler. 
Die Familie kam zu Beginn des liberianischen Bürgerkriegs im Jahr 1989 in die USA und lebte in Houston. Hier besuchte Gbandi auch das College.

## Sportlaufbahn
Als Jugendlicher spielte er für die Houston Dynamos und die Houston Texans. In seinem zweiten Studienjahr (Sophomore) wurde er 2004 in das First Team All-Conference USA berufen und ein Jahr später für das Second Team All-Conference USA nominiert. Sandy Gbandi ging im Januar 2007 als Profi zum FC Dallas. Nach nur einem Jahr wechselte er im Januar 2008 zum Puerto Rico Islanders FC. Er ist der jüngere Bruder von Chris Gbandi, der ebenfalls für Dallas spielte.